# Fukuiraptor
Fukuiraptor ("Tjuv av Fukui") var en medelstor köttätare av den tidiga Kretaceousen (Barremian) som bodde i det som nu är Japan. Forskare trodde först att det var medlem av Dromaeosauridae, men efter att ha studerat fossilerna trodde de att det var relaterat till Allosaurus (som är klassad i en annan familj) i familjen Neovenatoridae.
Typprovet är individens skelett ca 4,2 meter långt. Man tror att detta prov inte var moget och en vuxen kan ha varit större.